# Киксило

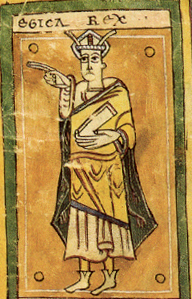
Король Эгика.
Миниатюра из Вигиланского кодекса (976 год). Библиотека Эскориала

Киксило (Киксилона или Циксило; лат. Cixilo или Cixilona; 663 или 665 — не ранее 694) — королева вестготов (с 687 года) по браку с Эгикой.

## Биография
Основной нарративный источник о Киксило — «Хроника Альфонсо III».
Киксило была дочерью правителя Вестготского королевства Эрвига и Лиубиготоны. Предполагается, что она родилась в 663 или 662 году, ещё до того как её отец 21 октября 680 года стал королём. В актах состоявшегося в ноябре 683 года Тринадцатого Толедского собора упоминается, что Эрвиг и Лиубиготона имели несколько дочерей, и некоторые из них к тому времени уже были замужем.
В «Хронике Альфонсо III» сообщается, что Киксило была выдана замуж за знатного вестгота Эгику, племянника короля Вамбы. Вероятно, это должно было произойти вскоре после восшествия Эрвига на королевский престол. Это был династический брак, призванный нормализовать отношения отца Киксило и его сторонников с приверженцами смещённого ими короля Вамбы.
Достоверно известно, что сыном Эгики и Киксило был Витица. По некоторым данным, ещё одним сыном королевской четы был Оппа.
Согласно «Хронике Альфонсо III», 14 ноября 687 года в Толедо смертельно больной Эрвиг назначил Эгику своим преемником, несмотря на то, что у короля были сыновья (хотя, возможно, ещё и несовершеннолетние). Перед этим умирающий король заставил своего зятя поклясться, что тот не причинит никакого вреда королевам Киксило и Лиубиготоне, их детям и родственникам. Эрвиг скончался на следующий день, а 24 ноября состоялось помазание Эгики. Однако уже вскоре после получения власти над Вестготским королевством Эгика обрушил репрессии на участников свержения своего дяди Вамбы. Среди пострадавших были и члены его семьи: в том числе, новый король вынудил свою тёщу Лиубиготону и её дочерей уйти в монастырь, а некоторых других родственников Эрвига изгнал. По требованию короля его действия были одобрены состоявшимся 11 мая 688 года Пятнадцатым Толедским собором, на котором Эгика был избавлен от всех данных Эрвигу клятв в отношении членов семьи покойного короля как несовместимых с обязанностями монарха сохранять порядок в государстве.
О дальнейшей судьбе Киксило сведений в исторических источниках сохранилось очень мало. В «Хронике Альфонсо III» сообщается, что питавший ненависть к родственникам Эрвига король Эгика развёлся с супругой. Инициатором развода в хронике назван всё ещё живший в монастыре бывший правитель вестготов Вамба. Однако насколько достоверно это свидетельство, неизвестно. Возможно, в действительности Эгика только на время удалил жену от двора, но затем возвратил ей все права королевы. Такой вывод делается на основании упоминания имени Киксило (лат. «gloriosa domina Cixilo regina») наряду с именами Эгики и Витицы в актах Третьего Сарагосского собора 691 года и актах Семнадцатого Толедского собора 694 года. На последнем из этих синодов по требованию Эгики был принят канон, запрещавший насильственное обращение королевских детей в духовный сан. О дате и обстоятельствах смерти Киксило в средневековых источниках не сообщается.
Король Эгика умер в Толедо между 15 ноября и 31 декабря 702 года. После него власть над вестготами унаследовал его сын Витица, правивший до декабря 709 года или до февраля 710 года. Оппа ещё при жизни отца стал клириком и ко времени арабского завоевания Пиренейского полуострова имел сан епископа Севильи.

## Комментарии
1. ↑  По другим данным, Эгика умер в 701 году[23][28].